# Яново (Староґардський повіт)
Яново (пол. Janowo, нім. Janowo) — село в Польщі, у гміні Староґард-Гданський Староґардського повіту Поморського воєводства.
Населення — 444 особи (2011).
У 1975-1998 роках село належало до Гданського воєводства.

## Демографія
Демографічна структура станом на 31 березня 2011 року:
|          | Загалом | Допрацездатний вік | Працездатний вік | Постпрацездатний вік |
| -------- | ------- | ------------------ | ---------------- | -------------------- |
| Чоловіки | 228     | 68                 | 143              | 17                   |
| Жінки    | 216     | 58                 | 139              | 19                   |
| Разом    | 444     | 126                | 282              | 36                   |